# Bachelor in Paradise (Lied)
Bachelor in Paradise ist ein Lied aus dem Soundtrack des Films Junggeselle im Paradies aus dem Jahr 1961. Komponiert wurde der Song von Henry Mancini, getextet von Mack David. Gespielt und gesungen wird er im Film vom MGM Studio Orchestra and Chorus. Die Hauptrollen in Junggeselle im Paradies sind mit Bob Hope und Lana Turner besetzt.
Im Lied wird vor einem Mädchen gewarnt, das mit seinen babyblauen Augen Dein Gesicht umarmt. Die Wahrheit aber sei, dass sie Dich vereinnahmen wolle, mit ihren Lügen, Du Junggeselle, der Du Dich im Paradies glaubst. Darum Vorsicht. Licht aus, Frankies Platten, Cocktails auf dem Boden, das sei wieder diese Eden-Zeremonie. Sei schlau Adam, nimm Dein Feigenblatt und verschwinde, denn so bleibst Du ein Junggeselle im Paradies.
1962 war Bachelor in Paradise in der Kategorie „Bester Song“ für einen Oscar nominiert. Die Auszeichnung ging auch an Henry Mancini, allerdings für sein ebenfalls für einen Oscar nominiertes Lied Moon River aus der Literaturverfilmung Frühstück bei Tiffany. Für dieses Lied wurde die Auszeichnung an Mancini und Johnny Mercer verliehen.
Bei der Oscarverleihung 1962 wurde der nominierte Filmsong von der schwedischen Schauspielerin Ann-Margret vorgetragen, die bis dahin nur ein Mal vor der Kamera gestanden hatte. Die Darbietung machte sie bekannt und ebnete ihren Weg in Hollywood.